# Gymnocranius euanus
Gymnocranius euanus és una espècie de peix pertanyent a la família dels letrínids.

## Descripció
- Pot arribar a fer 45 cm de llargària màxima (normalment, en fa 35).
- 10 espines i 9-10 radis tous a l'aleta dorsal i 3 espines i 9-10 radis tous a l'anal.
- Ulls relativament grossos.
- Aleta caudal moderadament bifurcada i amb les puntes romes.
- Él seu color varia des del blanc platejat fins al grisenc.
- Les escates del dors i dels costats tenen una petita taca basal marronosa.
- Presenta taques negres (disperses principalment a la meitat anterior del cos) i, de vegades, una franja a penes visible des de la part inferior dels ulls fins a la vora inferior de la galta.
- Les aletes són de clares a vermelloses. L'aleta caudal és, de vegades, de color marró vermellós fosc.
- Pot mostrar taques tènues a les aletes dorsal, caudal i anal.[3][4]

## Alimentació
Menja gastròpodes bentònics.

## Hàbitat
És un peix marí, associat als esculls i de clima tropical (35°N-25°S) que viu entre 15 i 50 m de fondària.

## Distribució geogràfica
Es troba al Pacífic occidental: el sud del Japó, el mar de la Xina Meridional, Austràlia (incloent-hi l'illa Norfolk), el mar del Corall, Tonga i Nova Caledònia.

## Observacions
És inofensiu per als humans i es comercialitza fresc.